# 에이전트 오브 쉴드
《에이전트 오브 쉴드》(Agents of S.H.I.E.L.D.)는 미국 ABC에서 방영된 드라마이다. 영화 《어벤져스》를 감독한 조스 휘던이 감독을 맡았으며 마블 코믹스의 조직인 S.H.I.E.L.D.를 배경으로 하는 드라마이다. 마블 텔레비전이 계획하였으며 영화속 마블 시네마틱 유니버스 세계를 공유한다. 첫 방송은 2012년 후반에서 2013년 초에 할 계획이였으나 2013년 9월 24일에 첫방영되었다.

## 등장인물
| 이름                 | 담당 배우             | 설명                                |
| -------------------- | --------------------- | ----------------------------------- |
| 필 콜슨              | 클라크 그레그         | S.H.I.E.L.D. 요원                   |
| 멀린다 메이          | 밍나 웬               | S.H.I.E.L.D. 요원                   |
| 그랜트 워드          | 브렛 돌턴             | S.H.I.E.L.D. 요원, 블랙작전 전문가  |
| 데이지/스카이/퀘이크 | 클로이 베넷           | S.H.I.E.L.D. 요원, 해커 출신        |
| 리오 피츠            | 이언 디캐스트커       | S.H.I.E.L.D. 요원, 공학 전문가      |
| 제마 시먼스          | 엘리자베스 헨스트리지 | S.H.I.E.L.D. 요원, 생명 과학 전문가 |
| 마리아 힐            | 코비 스멀더스         | S.H.I.E.L.D. 요원                   |

파일럿에서 J. 오거스트 리처즈는 기이한 힘을 얻은 일반인 마이크 피터슨 역할을 맡았다. 두 번째 에피소드에서 새뮤얼 L. 잭슨이 S.H.I.E.L.D.의 국장 닉 퓨리 역할로 출연하였다. 이언 하트는 프랭클린 홀 박사 역할로 캐스팅 되었다. 마블 원 샷츠의 "Item 47" 편에서 블레이크 요원(Agent Blake)로 나온 타이터스 웰리버가 그 역할로 에피소드 "F.Z.Z.T." 편에 재출연하였다. 스탠 리가 에피소드 "T.R.A.C.K.S." 편에 카메오로 출연하였다. 제이미 알렉산더가 에피소드 "Yes Men" 편에 로렐라이 역할을 맡은 엘리나 사틴과 토르와 토르: 다크 월드에서 맡은 시프 역으로 출연했다.

## 마블 시네마틱 유니버스와의 크로스오버
- 시즌 1 8화 'The Well' : 토르: 다크 월드의 직후
- 시즌 1 16화 'End of Beginning' & 17화 'Turn, Turn, Turn' : 캡틴 아메리카: 윈터 솔져의 전후
- 시즌 2 20화 'Scars' : 어벤져스: 에이지 오브 울트론의 직후

## 프로덕션
마블 엔터테인먼트가 월트 디즈니로부터 인수된 후, 마블 텔레비전 부서가 계획되었다고 언론에 보고했다. 그후 몇달 뒤로 여러 편의 파일럿이 계획되었다.
2012년 6월에 마블 텔레비전이 ABC와 여려편의 회의끝에 마블 유니버스에 해당되는 새 프로그램 개발에 들어섰다.
2012년 8월에는 어벤져스의 감독 조스 웨던이 이 프로그램의 제작에 참여한다는 내용이 밝혀졌다.
2013년 1월에는 ABC 사장 폴 리가 이 프로그램의 줄거리는 디 어벤져스의 소동후에 일어났다고 밝인후, 첫번째 파일럿이 2013년 1월 22일에 방송됐다.